# Michael O'Riordan
Michael O'Riordan, en irlandés: Mícheál Ó Ríordáin, (Cork, Munster (Irlanda), 12 de noviembre de 1917 - Dublín, 18 de mayo de 2006), fue un voluntario irlandés en las Brigadas Internacionales durante la guerra civil española luchando con la Columna Connolly. Además fue el fundador del Partido Comunista de Irlanda.

## Biografía
O'Riordan nació en el número 37 de Pope's Quay, en Cork, el 11 de noviembre de 1917. Era el menor de cinco hijos. Sus padres vinieron del West Cork Gaeltacht de Ballingeary-Gougane Barra. A pesar de que sus padres eran hablantes nativos de la lengua irlandesa, no fue hasta que O'Riordan fue internado en el campo de Curragh durante la Segunda Guerra Mundial que aprendió irlandés, y fue enseñado por su compañero interno, Máirtín Ó Cadhain, quien fue a dar una conferencia en el Trinity College de Dublín. 
Durante su adolescencia se unió al movimiento juvenil republicano Fianna Éireann, y luego al Ejército Republicano Irlandés. El IRA en ese momento estaba inclinado hacia la política de izquierda y el socialismo. Gran parte de su actividad se refería reyertas callejeras con el movimiento cuasi fascista de la Guardia Nacional. O'Riordan era amigo de republicanos inclinados a la izquierda como Peadar O'Donnell y Frank Ryan, y en 1934 los siguió al Congreso republicano, un partido republicano socialista de corta duración.

### Guerra civil española y Segunda Guerra Mundial
O'Riordan se unió al Partido Comunista de Irlanda en 1935 mientras todavía estaba en el IRA y trabajó en el periódico comunista The Irish Workers' Voice. En 1937, siguiendo los impulsos de Peadar O'Donnell, varios cientos de irlandeses, en su mayoría hombres del IRA y exmiembros del IRA, fueron a luchar por la República española en la guerra civil española con la XV Brigada Internacional. Estaban motivados en parte por la enemistad hacia los aproximadamente 800 Blueshirts, liderados por Eoin O'Duffy, que viajaron a España para luchar en el bando sublevado en la Brigada irlandesa.
O'Riordan se integró en un partido dirigido por Frank Ryan. En la ofensiva final republicana del 25 de julio de 1938, O'Riordan llevó la bandera de Cataluña al otro lado del río Ebro. El 1 de agosto, sufrió heridas graves por metralla en el frente del Ebro. Fue repatriado a Irlanda al mes siguiente, después de que las Brigadas Internacionales se disolvieran. 
En 1938, el Estado Libre de Irlanda le ofreció a O'Riordan una Comisión del Ejército irlandés, pero en su lugar eligió entrenar unidades del IRA en Cork. Como resultado de sus actividades, durante la Segunda Guerra Mundial, o la Emergencia como se la conocía en Irlanda neutral, fue internado en el campo de internamiento de Curragh desde 1939 hasta 1943, donde fue oficial al mando y participó en la Liga Gaélica de Cadhain, así como la publicación de Splannc (irlandés para "Spark", llamado así por el periódico de Lenin).

### Activismo político
En 1944 fue secretario fundador de la Rama Liam Mellows del Partido Laborista y en 1945 fue secretario fundador del Partido Socialista de Cork, cuyos otros miembros notables incluyeron a Derry Kelleher, Kevin Neville y Máire Keohane-Sheehan (Máire Keohane- Sheehan era la hermana de la esposa de O'Riordan, Kay Keohane-O'Riordan).
Posteriormente, O'Riordan trabajó como conductor de autobuses en Cork y participó activamente en el Sindicato de Trabajadores Generales y de Transporte de Irlanda (ITGWU). Se presentó como candidato del Partido Socialista de Cork en la elección parcial del condado de Cork en 1946, quedando tercero detrás de Patrick McGrath de Fianna Fáil y Michael O'Driscoll de Fine Gael con 3.184 votos. Luego, se mudó a Dublín donde vivió en Victoria St. con su esposa Kay, continuó trabajando como conductor de autobuses y permaneció activo en el Sindicato de Trabajadores Generales y de Transporte de Irlanda. 
En 1948, O'Riordan fue secretario fundador de la Liga de los Trabajadores de Irlanda y secretario general a partir de entonces, y de su organización sucesora, el Partido de los Trabajadores de Irlanda, de 1962 a 1970. 
En la década de 1960, fue una figura fundamental en el Comité de Acción de Vivienda de Dublín, que agitó las autorizaciones de los barrios marginales de Dublín y la construcción de viviendas sociales. Allí, se hizo amigo del padre Austin Flannery, liderando al entonces Ministro de Finanzas y futuro Taoiseach Charles Haughey para despedir a Flannery como "un clérigo crédulo" mientras que el ministro de Gobierno Local, Kevin Boland, lo describió como un "supuesto clérigo" por compartir una plataforma con O'Riordan. 

En total, se postuló a las elecciones cinco veces, haciendo campaña por el establecimiento de una república socialista en Irlanda, pero dado el conservadurismo católico de Irlanda y el miedo al comunismo, lo hizo sin éxito. Sin embargo, recibió el respaldo del dramaturgo Seán O'Casey en 1951. 
 O'Casey escribió: "El Sr. O'Riordan es su propio mensaje. No tiene nada más que vender que su alma. Pero no lo ha hecho, aunque se le dirá que lo perderá si se aferra a él". 
 La participación de O'Riordan en la guerra civil española siempre fue una parte importante de su identidad política. En 1966 asistió a la Reunión de las Brigadas Internacionales en Berlín y fue instrumental para que los restos de Frank Ryan fueran repatriados de Alemania a Irlanda en 1979. 
Fue miembro del Comité Irlandés de Solidaridad por Chile y asistió al Primer Congreso del Partido Comunista de Cuba en 1984. También hizo campaña en nombre de los Seis de Birmingham y asistió a su juicio de apelación en 1990. O'Riordan sirvió entre 1970-1983 como Secretario General del Partido Comunista de Irlanda ; y de 1983 a 1988 se desempeñó como Presidente Nacional del partido publicando muchos artículos bajo los auspicios del IPC. O'Riordan, firme dirección del partido prosoviético, llevó a varios miembros a partir para formar la sociedad marxista irlandesa eurocomunista. 
Su última gran salida pública fue en 2005 en la rededicación del memorial fuera del Salón de la Libertad de Dublín a los veteranos irlandeses de la guerra civil española. Con otros veteranos, O'Riordan fue recibida por la presidenta de Irlanda Mary McAleese. El cónsul cubano Teresita Trujillo le entregó también la Medalla de la Amistad de Cuba a Irlanda en nombre del presidente cubano Fidel Castro.

### Operación Splash
En 1969, según el disidente soviético Vasili Mitrokhin, O'Riordan fue abordado por los líderes del IRA Cathal Goulding y Seamus Costello, con miras a la obtención de armas de la KGB para defender a los republicanos irlandeses del área de Belfast durante la violencia comunal que marcó el comienzo del conflicto de Irlanda del Norte. Mitrokhin alega que O'Riordan contactó con el Kremlin, pero el envío de armas no llegó a Irlanda hasta 1972. La operación se conocía como Operación Splash.
O'Riordan supuestamente escribió: 

"Estimados camaradas, me gustaría describir por escrito una solicitud de asistencia para adquirir los siguientes tipos de armas: 2,000 rifles de asalto (7,62 mm) y 500 rondas de municiones para cada uno; 150 máquinas de mano -cañones (9 mm) y 1,000 rondas de municiones para cada uno ".

Mientras tanto, el IRA se había dividido entre el IRA Provisional y el IRA Oficial y fue la última facción la que recibió las armas soviéticas. Las acusaciones de Mitrokhin se repitieron en la autobiografía de Borís Yeltsin.

### Connolly Column
Su libro Connolly Column: The Story of the Irishmen who fought for the Spanish Republic, 1936–1939 (en español: Columna Connolly: La historia de los irlandeses que lucharon por la República española, 1936-1939), publicado en 1979, trata sobre los voluntarios irlandeses de la Brigada Internacional que lucharon en apoyo de la República española contra Franco durante la guerra civil española (1936-1939). Una versión actualizada del libro fue reimpresa en 2005 y fue lanzada por el alcalde de Dublín, Cllr. Michael Conaghan en la sede del SIPTU, Liberty Hall. El libro fue la inspiración para la famosa canción de la cantante y compositora irlandesa Christy Moore Viva la Quinta Brigada. 
Moore dijo: 

"Sin Michael O'Riordan, nunca hubiera podido escribir Viva la Quince Brigada. Debo haber interpretado la canción más de mil veces y cada vez que la canto pienso en Mick y me pregunto cómo podría alguna vez agradézcale lo suficiente. En España, en 1983, estaba leyendo su libro, Columna Connolly, la historia de los irlandeses que lucharon por la República española, y comencé esta canción mientras leía. La canción fue sacada por completo de su libro".

### Fallecimiento
En 1991, la esposa de O'Riordan, Kay Keohane, de Clonakilty, murió en su casa a los 81 años. Continuó viviendo en la casa de su familia antes de mudarse a Glasnevin en 2000 para estar cerca de su hijo Manus, que vivía cerca. Vivió allí hasta enfermarse en noviembre de 2005 y fue llevado al Hospital Mater. Su salud se deterioró rápidamente desarrollando la enfermedad de Alzheimer. Poco después fue trasladado al Hospital St. Mary's en Phoenix Park, donde pasó los últimos meses de su vida, antes de morir a los 88 años. 
Al funeral de O'Riordan en el crematorio Glasnevin asistieron más de mil personas. Tras una estela la noche anterior en Finglas Rd, cientos de personas aparecieron frente a la casa de su hijo Manus y el tráfico se detuvo cuando familiares, amigos y camaradas, muchos de los cuales agitaban la bandera roja del Partido Comunista de Irlanda, escoltaron a O 'Riordan al cementerio de Glasnevin. Se llevó a cabo una ceremonia secular dirigida por Manus O'Riordan (Jefe de Investigación en SIPTU) con contribuciones de la familia de O'Riordan, el secretario general del Partido Comunista Eugene McCartan y la representante de IBMT Pauline Frasier. 
La congregación fúnebre incluyó a políticos como el líder del partido laborista Pat Rabbitte, su predecesor Ruairi Quinn, el líder del partido Joan Burton ; Sinn Féin TD Seán Crowe y el concejal Larry O'Toole; el exlíder del Partido de los Trabajadores, Tomás Mac Giolla, y la ex eurodiputada de Fianna Fáil, Niall Andrews. También asistieron los líderes sindicales Jack O'Connor (SIPTU), Mick O'Reilly (ITGWU) y David Begg (ICTU). Los actores Patrick Bergin, Jer O'Leary; cantante Ronnie Drew ; artista Robert Ballagh ; lector de noticias Anne Doyle también se encontraban entre los asistentes. Homenajes y fueron pagados por la Presidenta de Irlanda Mary McAleese, Taoiseach Bertie Ahern, el líder del Sinn Féin Gerry Adams y los TD del Partido Laborista Ruairi Quinn y Michael D. Higgins.